# Guillaume Dufay
Guillaume Dufay, także Guillaume Du Fay (ur. ok. 1400 w Cambrai (lub okolicy), zm. 27 listopada 1474 w Cambrai) – franko-flamandzki kompozytor okresu średniowiecza i renesansu.
Związany z dworem w Cambrai oraz dworem papieskim. Był również duchownym i bakałarzem prawa kanonicznego. Jest centralną postacią szkoły burgundzkiej i w związku z tym jednym z najbardziej wpływowych kompozytorów XV-wiecznych.
Dufay pozostawił po sobie ok. 220 kompozycji (80 motetów, 35 części i 8 cyklów mszalnych oraz 2 magnificaty), zachowanych w 50 XVI- i XVII-wiecznych rękopisach. Tworzył przede wszystkim utwory religijne – msze i motety. Muzyka świecka Dufaya (pieśni i ballady) nawiązuje do francuskich kompozycji okresu Ars nova.
Dokonał syntezy stylów: francuskiego, włoskiego i angielskiego. Był głównym przedstawicielem techniki fauxbourdon, bywa także uważany za jej twórcę. 
Jednym z najsławniejszych dzieł Dufaya jest motet skomponowany z okazji konsekracji katedry Santa Maria del Fiore we Florencji, Nuper rosarum flores. Formę motetu być może wzorował na proporcjach architektonicznych Świątyni Salomona: 6:4:2:3. Stosunek jednostek metrycznych w kolejnych fragmentach motetu układa się w takie same proporcje. Jest to nietypowe dla epoki, bowiem stosunek dyminucji w utworach zwykle był cały czas opadający.